# Köprülü Fazıl Ahmet Pasja

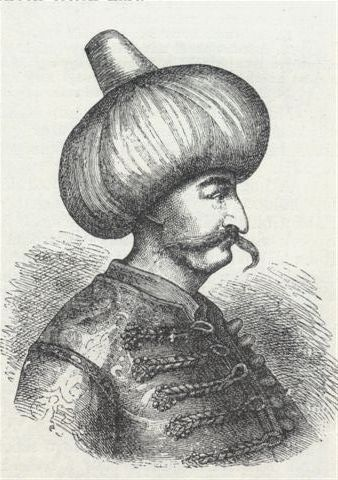
De Grootvizier Köprülü Fazıl Ahmet Pasja

Köprülü Fazıl Ahmet Pasja (1635 - 20 oktober 1676) was een grootvizier (eerste minister) van het Ottomaanse Rijk. Hij was de oudste zoon van Mehmed Pasja en zijn opvolger als grootvizier onder sultan Mehmet IV. Het Ottomaanse rijk had in acht jaar dertien grootvizieren versleten en tijdens de regering van zijn vader, die van Albanese afkomst was, brak een periode aan van rust.
Hij voerde tijdens zijn regering enkele succesvolle oorlogen tegen de Druzen vanuit Damascus, tegen het Heilige Roomse Rijk (1663-1664), Venetië (1669) en Polen (1672-1676).

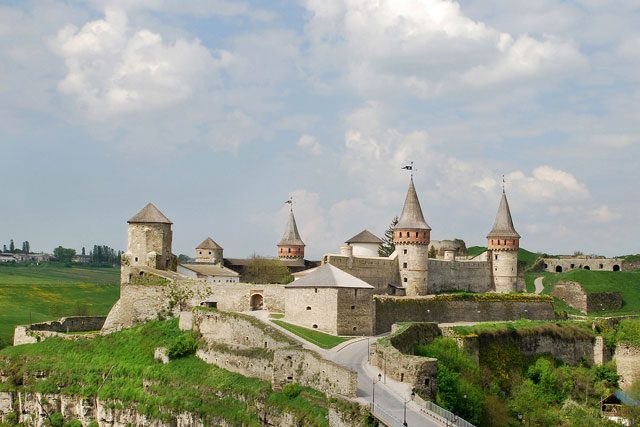
De vesting Kamianets-Podilskyi in Oekraïne

Op 1 augustus 1664 versloeg Raimondo Montecuccoli als opperbevelhebber van een bijna "Europees" leger Köprülü Fazıl Ahmet Pasja - die in 1661 Hongarije was binnengedrongen - in de Slag bij Szentgotthárd (1664). De oorlog tegen de Verheven Porte werd beëindigd met de Vrede van Vasvár. Keizer Leopold I van Oostenrijk erkende de Turkse aanspraken op Transsylvanië, Hongarije bleef opgedeeld.

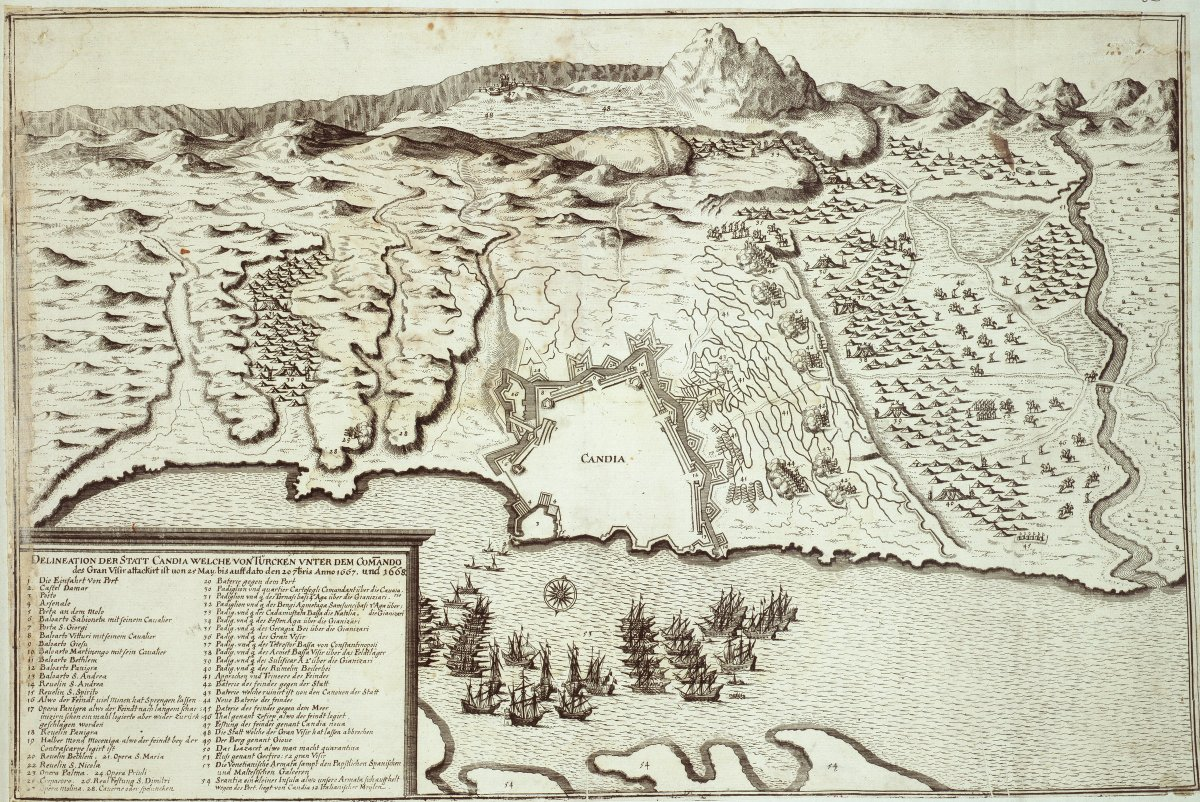
De belegering van Candia

In 1669 veroverde hij Candia op de Venetianen na een belegering van 28 maanden, de langste in de geschiedenis. Candia werd verdedigd door Alexander du Puy-Montbrun. In 1676 trok hij Oekraïne en Podolië binnen om de Kozakken te helpen.
Kara Mustafa was zijn zwager, en verving hem tijdens zijn veldtochten.